# Новий Чариш
Новий Чари́ш (рос. Новый Чарыш) — селище у складі Усть-Калманського району Алтайського краю, Росія. Входить до складу Усть-Калманської сільської ради.

## Населення
Населення — 215 осіб (2010; 315 у 2002).
Національний склад (станом на 2002 рік):
- росіяни — 95 %